# Histoire des Juifs en Estonie

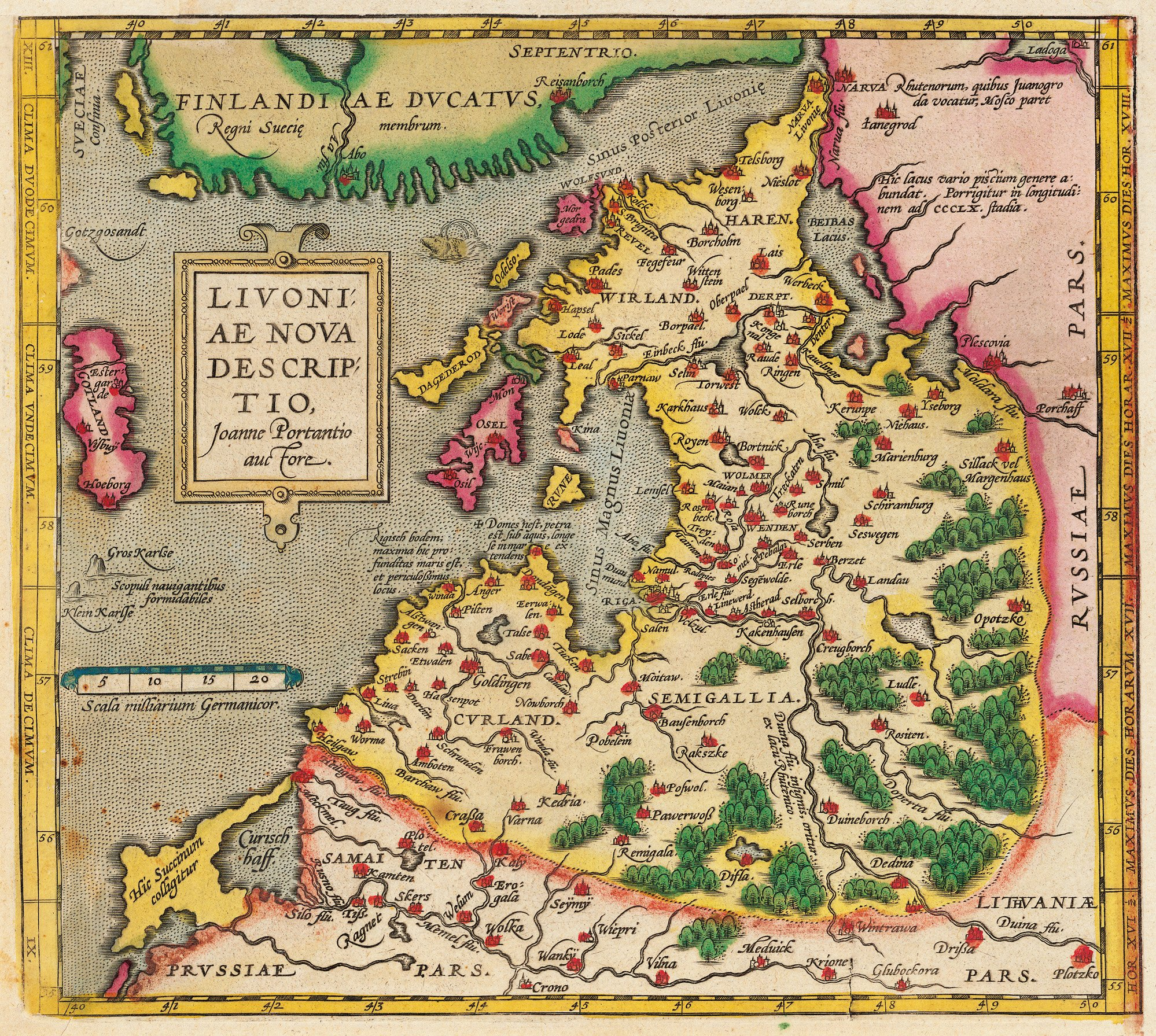
Carte de l'Estonie au seizième siècle

Cet article présente l'histoire des Juifs en Estonie. 

## Les débuts de la communauté juive d'Estonie
Globalement, les ordres croisés (Ordre Teutonique (1190-1805),Ordre des Chevaliers Porte-Glaive (1202-1236), Ordre de Livonie (1237-1561)) interdisent toute présence juive dans les territoires qu'ils dirigent.
Cependant, on signale des présences sporadiques dès la fin du XIVe siècle.
La présence tolérée, autorisée, ou conseillée existe surtout à parti de l'annexion russe, sous forme de zone de résidence (assignation/relégation/protection).
Dans les années 1865, une communauté juive existe en Estonie, à l'époque où le tsar Alexandre II permet de telles installations.
Les communautés (Tallinn, Tartu, Valga, Pärnu, Viljandi) impliquent salles de prières, cimetières, écoles.
En 1917, la première association de théâtre juif est fondée à Tartu.

## Dans l'entre-deux-guerres
La République d'Estonie (1918-1940) reconnaît aux minorités une certaine autonomie culturelle.
En 1937, il y a 4 600 Juifs en Estonie. La moitié d'entre eux vivent dans la capitale Tallinn, bénéficiant de lois garantissant les droits des minorités culturelles.

## Pendant la Seconde Guerre mondiale
Pendant la Seconde Guerre mondiale, les Soviétiques occupent l'Estonie en juin 1940. Ils suppriment les organisations juives. Entre le début de l'occupation soviétique et l'invasion de l'Estonie par les Allemands en juin 1941, plus de la moitié des Juifs quittent le pays. Dès leur arrivée, les nazis obligent les Juifs à porter l'étoile, confisquent leurs biens. Les Juifs estoniens sont massacrés à la fin de l'année 1941. Le pays est déclaré « Judenfrei » ce qui signifie sans Juif. Pourtant, des camps de travail sont créés où sont déportés les Juifs à partir de 1942. L'avancée des troupes soviétiques en 1944 provoque leur évacuation.

## Après 1945
On assiste aujourd'hui à la renaissance de la communauté juive à Tallinn. Celle-ci compte plus de 3 000 membres. Une synagogue a même été inaugurée en 2007. La plupart des membres de la communauté juive sont des Juifs russes. En mai 2017, la présidente de l'Estonie Kersti Kaljulaid préside une cérémonie commémorant le dixième anniversaire de la synagogue et le soixante-quinzième anniversaire de la Shoah en Estonie, en présence du grand-rabbin ashkénaze d'Israël, David Lau.